# Guatteria dura
Guatteria dura là một loài thực vật thuộc họ Annonaceae. Đây là loài đặc hữu của Venezuela.